# Rivista accademica

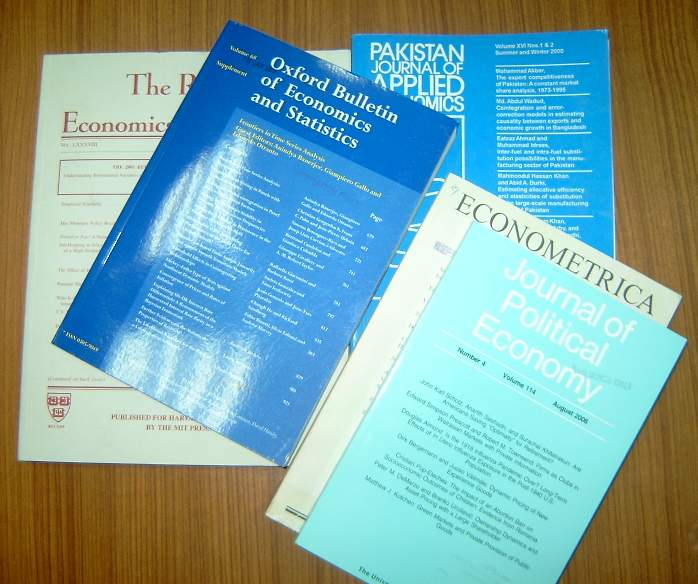
Riviste accademiche soggette a revisione paritaria

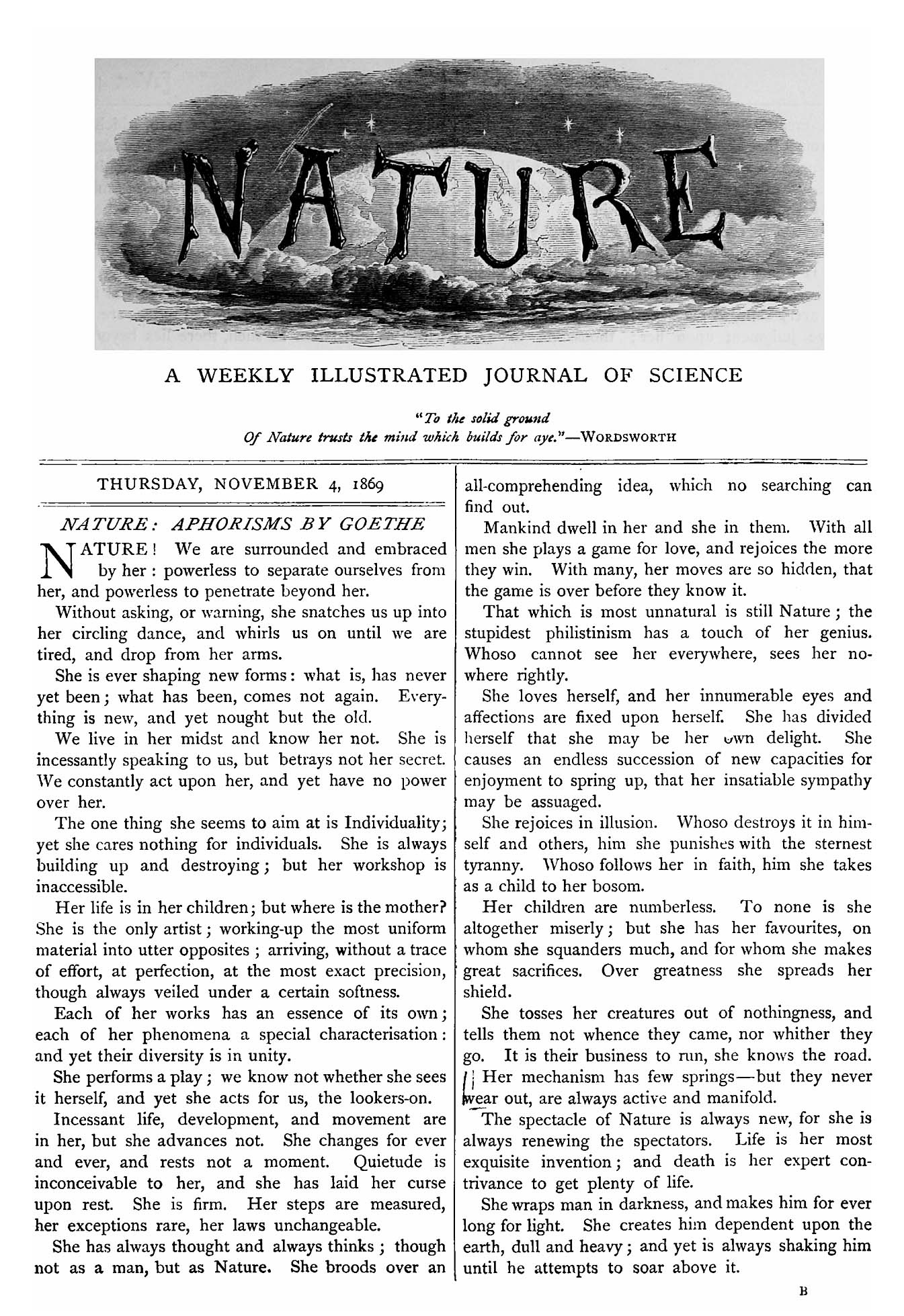
La copertina del primo numero di Nature, 4 novembre 1869

Nell'editoria accademica, una rivista accademica, sinonimo di rivista scientifica, è un periodico in cui sono pubblicati contributi tecnico-scientifici di scienziati ed esperti di una disciplina accademica previa revisione paritaria (in inglese, peer review). Assieme ai testi dedicati alla divulgazione scientifica fanno parte della cosiddetta comunicazione scientifica ufficiale da parte della comunità scientifica.

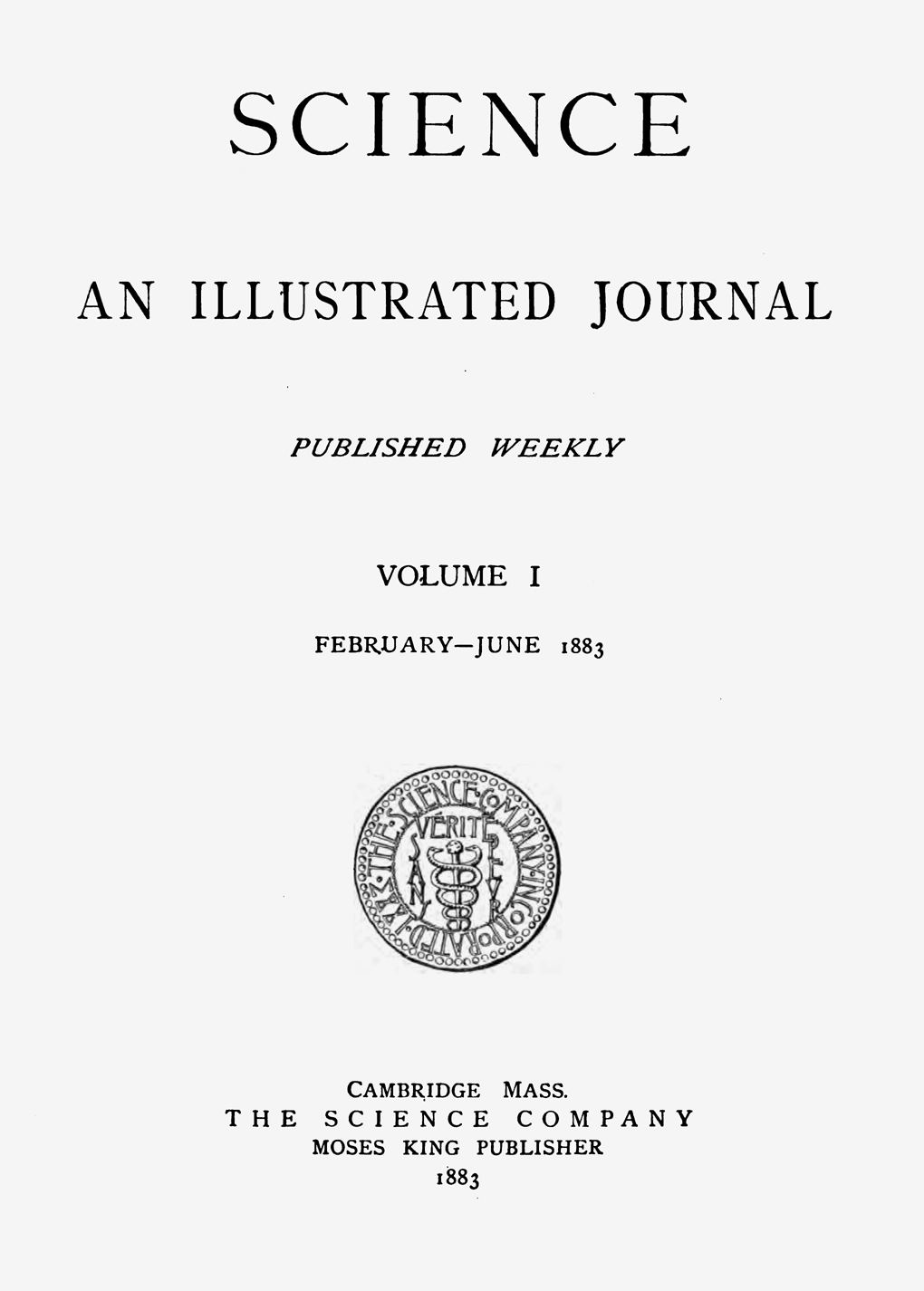
La prima pagina del Science nel 1883

Le riviste accademiche servono come forum per l'introduzione e la presentazione di nuove ricerche, così come per la critica di ricerche esistenti. Il contenuto delle riviste prende tipicamente la forma di articoli che presentano ricerche originali, rassegne o recensioni di libri.
Le riviste accademiche sono classificate per prestigio, competenza e affidabilità di revisione secondo l'indice di impact factor.
Nella terminologia anglofona, le pubblicazioni accademiche che non sono soggette a revisione paritaria prendono il nome di "magazine". Le più famose riviste accademiche, note anche al grande pubblico, sono Nature, Science, Physical Review e Astrophysical Journal.

## Formati di pubblicazione
Le riviste accademiche includono i seguenti formati di pubblicazione: articoli di ricerca originali (detti anche articoli di ricerca primari), articoli di revisione, editoriali, prospettive, commenti, corrispondenza, recensioni di libri,  highlight (notizie brevi che mettono a fuoco le novità più importanti delle discipline trattate dal periodico). 

## Mega-journal
Il mega-journal è una rivista accademica sottoposta a revisione paritaria e accessibile in modalità open access, caratterizzata da un minore grado di selettività delle pubblicazioni e da un più vasto insieme di soggetti tematici coperti. Plos One è stato il pioniere di questo genere, che si caratterizza storicamente per un modello di business particolarmente lucrativo, presto emulato da altri editori.
I mega-journal presentano un processo di revisione più celere e snello, a fronte di una compartecipazione degli autori agli oneri di tale revisione mediante le cosiddette article processing charges (APC). Tale aspetto monetario, non necessariamente limitato alla copertura dei costi, condiziona l'indipendenza e l'autorevolezza scientifica del processo di revisione paritaria. Le case editrici:
- selezionano i testi in base alla loro apparente correttezza formale e validità tecnica piuttosto che alla loro importanza scientifica[8][6];
- sono genericamente composte da editori accademici piuttosto che da un comitato scientifico editoriale di professionisti del mondo accademico;
- spesso ricorrono a soluzioni grafiche a valore aggiunto e a immagine rilasciate con licenza Creative Commons.[9]

Queste "macroriviste accademiche" hanno incominciato a rivoluzionare il processo di revisione paritario, tuttavia demotivando i protagonisti che dovrebbero influenzare il loro ambito di ricerca ed esporsi sui più aggiornati sviluppi dello stato dell'arte, senza poter vantare in cambio nel proprio Curriculum Vitae di aver dedicato tempo e impegno al servizio di un nome prestigioso dell'editoria accademica.
Non sono più utili come strumenti di scambio fra colleghi in un particolare campo (o sottocampo) della ricerca, come invece accadeva con le riviste accademiche tradizionali. Per il futuro, è stato prevista una concentrazione del numero di titoli pubblicati in un numero via via più ristretto di macroriviste accademiche, intensificando la tendenza alla concentrazione dei centri di produzione, diffusione e fruizione della conoscenza umanistica e scientifica.

## Valutazione delle riviste
Le riviste accademiche vengono suddivise per categorie in base all'argomento trattato e valutate in base a metriche che misurano il numero medio di citazioni, quali: il fattore di impatto, l'indice H o il CiteScore. Tale approccio tradizionale presenta dei problemi, ad esempio per il numero di autocitazioni da parte di autori e riviste, che rischia di falsificare la robustezza dell'indicatore utilizzato.
Il numero di citazioni non sempre rende ragione degli articoli notevoli che hanno reso famosa una rivista, determinandone l'importanza storica. Esistono quindi classificazioni alternative. 
L'ANVUR classifica le riviste scientifiche in fasce di importanza (fascia A, fascia B, ecc.). Un approccio simile è adottato anche da ERIH PLUS della Fondazione europea per la scienza nel campo delle scienze umane e sociali.

## Open Access
Nell'ambito dell'editoria accademica, numerosi editori offrono agli autori degli articoli la possibilità di pubblicare in modalità di accesso aperto, chiedendo in cambio un costo variabile a seconda della rivista prescelta. Tale costo può essere parzialmente o totalmente coperto da soggetti che hanno stretto accordi di collaborazione con la casa editrice. 
Gli articoli Open Access sono sottoposti a revisione paritaria e, una volta pubblicati, sono subito (o dopo un intervallo di tempo) liberamente scaricabili e consultabili da chiunque. In genere, sono pubblicati con licenza di tipo Creative Commons o Creative Commons Attribution. 
Altri editori hanno adottato l'accesso aperto come unica modalità di pubblicazione possibile nelle proprie riviste secondo un dato modello editoriale: Subscribe to Open, Open access ibrido, Open access differito (nel quale si applica un periodo di tempo al cui termini gli articoli diventano liberamente consultabili e scaricabili).
Alcuni periodici, come le riviste dell'American Medical Association, consentono agli autori degli articoli di pubblicare una copia in un archivio pubblico a partire dal primo giorno della pubblicazione sulla rivista stessa on-line.